# Raymond Queneau
Raymond Queneau (21. februar 1903 i Le Havre – 25. oktober 1976 i Paris) (alias Sally Mara) var en fransk romanforfatter, digter, dramatiker og matematiker. Han var uddannet i filosofi fra Sorbonne og var oprindeligt surrealist. Han brød dog med surrealismen i 1938 og blev senere medstifter af den litterære bevægelse Oulipo. Hans berømte samling af sonneter Cent mille milliards de poèmes fra 1961 er oversat til dansk af digteren Cindy Lynn Brown i 2009 og blev trykt i sin fulde længde i tidsskriftet Hvedekorn. I 2017 udkom værket Stiløvelser på forlaget Basilisk, oversat af Per Aage Brandt. 